# Impresión de sello

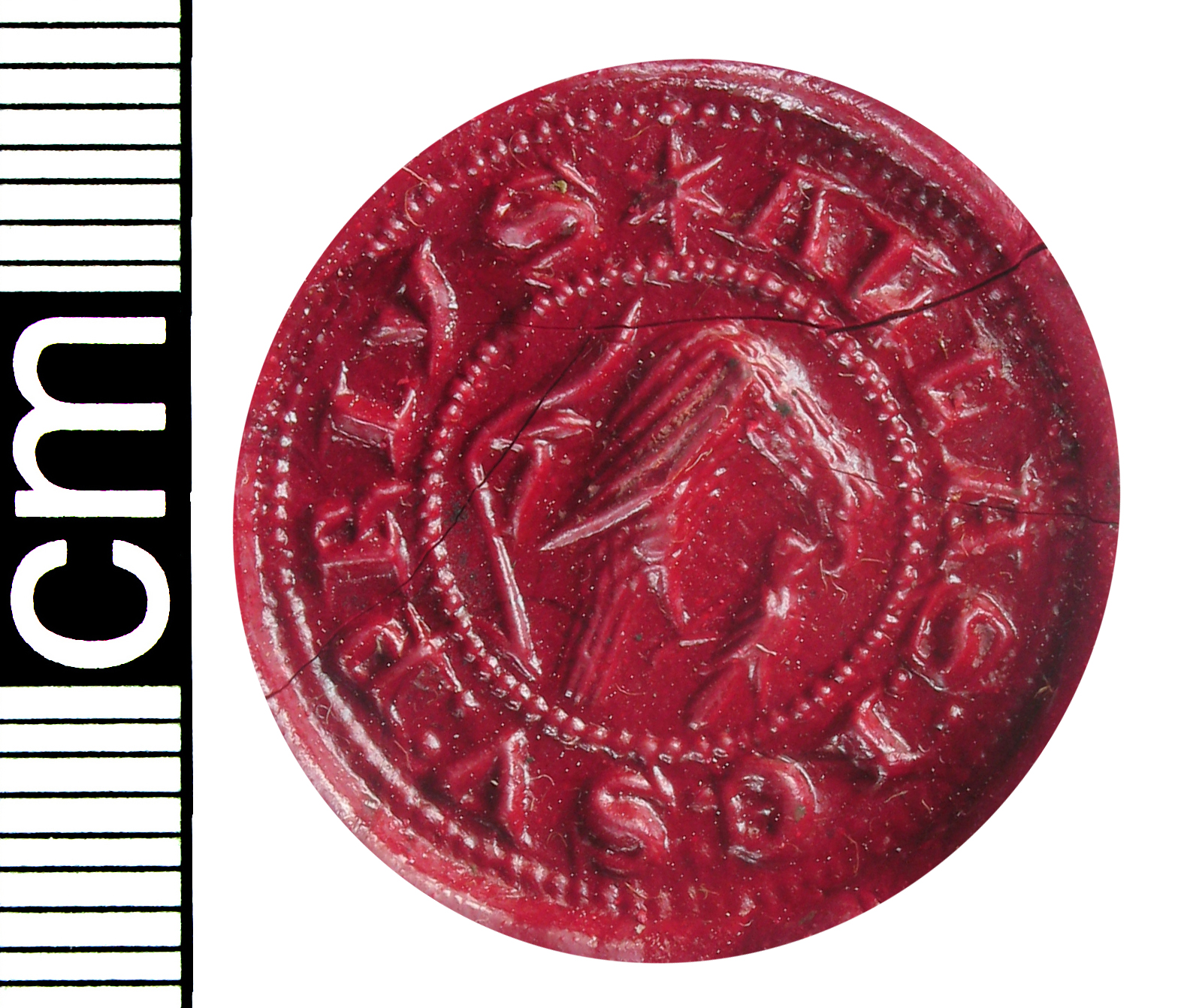
Una impresión de sello de un troquel de cobre fundido de época medieval

Una impresión de sello es una marca dejada por un sello, generalmente sobre objetos de arcilla y con menos frecuencia usando lacre u otro material dúctil. En la antigüedad eran comunes, en gran parte porque servían para autenticar documentos legales, como recibos de impuestos, contratos, testamentos y decretos representativos de la persona física o moral que lo usaba. Son materia habitual de estudio porque generalmente estaban tallados con «temas» importantes de la sociedad que los produjo, en lugar de con una firma ordinaria.
Los dos tipos más comunes son el sello cilíndrico y el sello estampado. Existen muchos sellos cilíndricos, con temas religiosos o mitológicos; uno famoso representa a Darío I. Los sellos estampados incluyen los sellos LMLK de Laquis (c. 700 a. C.) y los sellos de Tell Halaf.
Otros, menos comunes, incluyen los sellos escarabeos egipcios, levantinos o cananeos, y el sello estampado metálico.